# Comuna Kohanivka, Ananiev
Kohanivka (în ucraineană Коханівка) este o comună în raionul Ananiev, regiunea Odesa, Ucraina, formată din satele Boiarka și Kohanivka (reședința).

## Demografie
Componența lingvistică a comunei Kohanivka
     Ucraineană (93,48%)
     Română (4,09%)
     Rusă (2,32%)
Conform recensământului din 2001, majoritatea populației comunei Kohanivka era vorbitoare de ucraineană (93,48%), existând în minoritate și vorbitori de română (4,09%) și rusă (2,32%).